# بلدة هاندي (ميشيغان)
هاندي (بالإنجليزية: Handy Township, Michigan)‏ هي بلدة تقع بولاية ميشيغان في الولايات المتحدة. تبلغ مساحتها 89.6 (كم²)، وترتفع عن سطح البحر 276 م، بلغ عدد سكانها 7004 نسمة في عام تعداد الولايات المتحدة 2000 حسب إحصاء مكتب تعداد الولايات المتحدة وتصل الكثافة السكانية فيها 78.4 نسمة/كم2.

## وصلات خارجية
- http://www.handytownship.com/
- The US50 - Cities and Towns in Michigan State
- Michigan Cities and Towns, Facts, Map, Flag, Colleges, Government, and More